# Szpital Powiatowy we Wrześni
Szpital Powiatowy we Wrześni – szpital we Wrześni, położony u zbiegu ul. Słowackiego i ul. Warszawskiej, w centrum miasta.

## Historia
Placówka została wybudowana w latach 20. XX w. Budowa szpitala ruszyła wiosną 1925 w oparciu o fundusze powiatowe. Kamień węgielny wmurował ówczesny starosta Adam Charkiewicz. Władze powiatowe dysponowały wówczas funduszem 150 000 zł, a koszt budowy obliczono wtedy na 700 000 zł. Już pod koniec lata 1925 mury szpitala sięgały 4 metrów, lecz fundusz budowlany uległ wyczerpaniu. Dopiero w marcu 1927 wznowiono budowę, gdy władze powiatu w końcu uzyskały pożyczkę obligacyjną. Ostatecznie w lipcu 1927 uzyskano kredyt hipoteczny budowlany w wysokości 400 000 zł. W październiku 1927 szpital otrzymał dach i z tej okazji w surowych jeszcze pomieszczeniach wydział powiatowy urządził przyjęcie – tak zwany wieniec. Z braku funduszy szpitala nie pokryto dachówką, lecz innym materiałem i tak pozostało do dziś.
Budynek został oddany do użytku w grudniu 1928. Prace wykończeniowe trwały jeszcze przez całą zimę 1927/1928. Ogólne koszty budowy i wyposażenia kościoła sięgnęły sumy 1 500 000 zł. Był to wielki koszt, lecz w ocenie ówczesnych fachowców był to najnowocześniejszy szpital powiatowy tego typu w Polsce. 2 grudnia 1928 miało miejsce poświęcenie przez ks. dziekana i proboszcza wrzesińskiego Feliksa Szczęsnego częściowo ukończonego szpitala. Następnego dnia do użytku została oddana część chirurgiczna szpitala, a prace wykończeniowe trwały jeszcze ok. 6 miesięcy. Do opieki szpitalnej oprócz lekarzy powołano także Siostry Miłosierdzia ze Zgromadzenia św. Wincentego à Paulo, które sprawowały swoją posługę do 1952. Pierwszym dyrektorem szpitala ze zwycięskiego konkursu został dr Władysław Pawlicki z Krakowa. Swoją posadę objął 1 października 1928. Na początku jego pracy we Wrześni nie układały się dobrze stosunki z Siostrami Miłosierdzia. Wynikły z tego konflikty, które rozstrzygnięto dopiero przed sądem w 1932.
25 maja 1929 szpital zwiedził Prezydent Rzeczypospolitej Polskiej Ignacy Mościcki. Kryzys gospodarczy w latach 30. przejawił się zmniejszeniem liczby pacjentów szpitala oraz zmniejszeniem obsługi szpitala i liczby Sióstr Miłosierdzia oraz obniżeniem stawek żywieniowych. Kaplica w szpitalu została oddana w 1934. Wykonana zostały dwa ozdobne witraże Najświętszej Marii Panny (zakupiony z drobnych ofiar społeczeństwa) i św. Józefa z Jezusem (ufundowany przez Dom Centralny Sióstr Miłosierdzia św. Wincentego à Paulo). Witraże projektu profesora W. Gosienieckiego wykonała poznańska firma "Polichromia". Kaplicę poświęcił 28 listopada 1934 nowy proboszcz wrzesiński, ks. Kazimierz Kinastowski. Prawdopodobnie obraz Chrystusa w ołtarzu został namalowany w 1936 przez Stanisława Ignacego Witkiewicza. W drugiej połowie lat 30. sytuacja kadrowa polepszyła się. 

## Współczesność
Na przełomie lat 1998/1999 rozpoczął się proces restrukturyzacji szpitala. W 2001 otwarto szpitalny oddział ratunkowy. W lutym 2006 otwarto pracownię tomograficzną. Szpital otrzymał certyfikat ISO 9001:2000. 1 maja 2008 z Samodzielnego Publicznego Zakładu Opieki Zdrowotnej we Wrześni powstał Niepubliczny Zakład Opieki Zdrowotnej – Szpital Powiatowy we Wrześni Spółka z o.o. Prezesem spółki został Zbyszko Przybylski, który od stycznia 1998 pełnił funkcję dyrektora szpitala. Od 20 października 2011 zarząd szpitala powołał na stanowisko dyrektora placówki Krystynę Dudzińską. 
Szpital dysponuje następującymi oddziałami:
- anestezjologii i intensywnej terapii
- Szpitalny Oddział Ratunkowy
- chorób wewnętrznych z intensywnym nadzorem kardiologicznym
- neurologiczny, udarowy
- pediatryczny
- rehabilitacja ogólnoustrojowa, rehabilitacja neurologiczna, ośrodek rehabilitacji dziennej
- chirurgia ogólna
- ortopedii i traumatologii narządu ruchu
- położniczo-ginekologiczny z systemem roomin-in z blokiem porodowym
- hospicyjno-paliatywny
- neonatologiczny z pododdziałem patologii noworodka
- świadczenia w trybie jednego dnia
- blok operacyjny z centralną sterylizatornią

Obecnie (kwiecień 2012) szpital jest w trakcie rozbudowy - powstaje jego nowe skrzydło, dofinansowane z Europejskiego Funduszu Rozwoju Regionalnego kwotą prawie 28 mln zł. W nowym skrzydle znajdować się będą docelowo sterylizatornia (sterylizatory parowe), szpitalny oddział ratunkowy, oddział anestezjologii, blok operacyjny z trzema salami operacyjnymi, zakład diagnostyki obrazowej (tomograf, RTG), pracownia endoskopii, oddział chorób wewnętrznych, oddział intensywnej opieki kardiologicznej i neurologicznej, oddział rehabilitacji, diagnostyka (USG, EKG), blok porodowy (3 sale porodowe + 1 sala do cesarskiego cięcia), oddział neonatologiczny.